# ポール・ボーグル

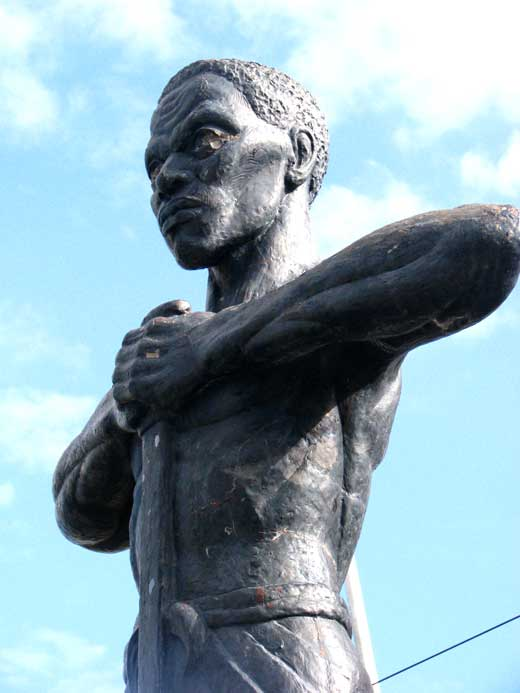
ジャマイカにあるポール・ボーグルの彫像

ポール・ボーグル（英語: Paul Bogle、1822年 - 1865年10月24日）は、ジャマイカのバプテスト派執事で、ジャマイカの国民的英雄。
「モラント湾の暴動」（ジャマイカ事件）を主導したとして、イギリス当局（当時）によって拘束された後、モラント・ベイで裁判にかけられ、裁判所はポール・ボーグルに対し死刑（絞首刑）を宣告、執行した。